# محوطه قزلجه
محوطه قزلجه مربوط به هزاره اول قبل از میلاد است و در شهرستان خوی، بخش مرکزی، روستای قزلجه واقع شده و این اثر در تاریخ ۲۴ تیر ۱۳۸۲ با شمارهٔ ثبت ۹۱۶۸ به‌عنوان یکی از آثار ملی ایران به ثبت رسیده است.